# Dicranota lackschewitziana
Dicranota (Paradicranota) lackschewitziana là một loài ruồi trong họ Pediciidae. Chúng phân bố ở vùng sinh thái Palearctic.